# Mordfall Claudia Deubler
Der Mordfall Claudia Deubler ist einer der aufsehenerregendsten und längsten Kriminalfälle der österreichischen Justizgeschichte. Nach dem Raubmord an einer Taxilenkerin im Bundesland Salzburg 1993 wurde Peter Heidegger aufgrund falscher Zeugenaussagen und mangelhafter Ermittlungen verurteilt und saß rund acht Jahre unschuldig im Gefängnis, obwohl einer der beiden wahren Täter sich kurz nach Heideggers Verurteilung der Polizei gestellt und ein umfassendes Geständnis abgelegt hatte. Erst nach zwei weiteren Verhandlungen in den Jahren 2001 und 2003 wurde Heidegger schließlich freigesprochen. Die beiden wahren Täter wurden erst 2007 zu Jugendstrafen verurteilt, da sie zur Tatzeit noch minderjährig waren. Gegen mehrere Ermittler und Zeugen wurden bis ins Jahr 2009 Untersuchungen und Verfahren wegen Beweisfälschung und falscher Zeugenaussage eingeleitet, die jedoch allesamt wegen Verjährung eingestellt wurden oder mit Freisprüchen endeten.

## Mord und Heideggers Verurteilung
Am 6. Juli 1993 wurde die 28-jährige Taxifahrerin Claudia Deubler ermordet in ihrem Taxi am Auschneidersee im Walser Ortsteil Käferheim aufgefunden. Sie war erschossen und ausgeraubt worden. Das Projektil durchschlug Kehlkopf und Wirbelsäule und wurde nie gefunden. Nur zwei Tage später wurde der 19-jährige Soldat Peter Heidegger verhaftet; zwei in Österreich lebende Pakistaner hatten ausgesagt, Heidegger zur Tatzeit in Tatortnähe gesehen und mit dem Auto mitgenommen zu haben. Unter dem Druck des stundenlangen Verhöres legte er schließlich ein Geständnis ab, das er erst am 23. Juli widerrief.
Am 10. Juni 1994 wurde Heidegger aufgrund der Zeugenaussagen, gefälschter Beweise und seines Geständnisses wegen Mordes und schweren Raubes zu 20 Jahren Haft in der Justizanstalt Stein verurteilt. Zwei Wochen später meldete sich der damals 16-jährige Daniel Neuwirth bei den Behörden, sagte aus, dass Heidegger unschuldig sei und er selbst und sein Freund Tomi Schöndorfer den Raubmord verübt hätten. Die Polizei schenkte den Aussagen jedoch keinen Glauben. Bernhard Mitterauer kam zum Ergebnis, bei dem Jugendlichen liege wegen dessen Drogen- und Alkoholkonsums eine Störung der Wahrnehmung zwischen Realität und Einbildung vor. Neuwirth wurde schließlich sogar wegen Verleumdung angeklagt. 1998 wurde die mögliche Tatwaffe aufgefunden, eine Walther P38, auf der sich jedoch keine DNA-Spuren befanden.

## Erneute Prozesse
Am 18. Jänner 2001, nach zahlreichen Bemühungen Heideggers und seines Anwaltes, entschied ein Dreier-Senat des Landesgerichtes Salzburg, den Fall neu aufzurollen. Daniel Neuwirth trat erneut als Zeuge auf und gestand, die Taxifahrerin zusammen mit Schöndorfer überfallen zu haben, wobei Schöndorfer plötzlich eine Pistole zog und die Frau erschoss. Er gab dabei Informationen preis, die nur ein Tatbeteiligter wissen konnte. Schöndorfer hingegen leugnete die Tat vehement, konnte jedoch auch kein Alibi vorweisen, da er aussagte, sich nicht mehr zu erinnern, wo er denn genau an diesem Tag vor über sieben Jahren gewesen sei. Die Verhandlung endete schließlich damit, dass man sich darauf einigte, nach weiteren Ermittlungen einen dritten Prozess zu führen. Die Strafhaft gegen Heidegger wurde in eine Untersuchungshaft umgewandelt, was dazu führte, dass er gegen eine Kaution von 800.000 Schilling (umgerechnet 58.138 Euro) auf freien Fuß kam. Das Geld dazu war aus Spenden aufgebracht worden.
Erst am 17. März 2003 begann der erneute Prozess in dem Mordfall, wobei erneut Peter Heidegger angeklagt wurde. Kurz vor dem Prozess war es einem DNA-Analytiker jedoch gelungen, auf einer 1993 am Tatort sichergestellten Zigarettenverpackung die DNA von Daniel Neuwirth nachzuweisen. Die Staatsanwältin sah darin ein objektives Beweismittel, das die Glaubwürdigkeit des Kronzeugen Neuwirth noch untermauere. Am 16. Mai 2003 wurde Heidegger schließlich wegen erwiesener Unschuld freigesprochen. Nur drei Tage später wurde das Urteil rechtskräftig und er bekam eine Haftentschädigung von über 950.000 Euro zugesprochen.

## Verurteilung der wahren Täter und Ermittlungen gegen Zeugen und Beamte
Am 23. März 2004 leitete die Staatsanwaltschaft Salzburg Voruntersuchungen gegen Schöndorfer und Neuwirth ein, die am 9. Mai mit der Anklageerhebung gegen Schöndorfer wegen Mordes und gegen Neuwirth wegen Raubes endeten. Am 13. April hatte auch die Staatsanwaltschaft Linz mit Ermittlungen gegen sechs Salzburger Kriminalbeamte begonnen, denen falsche Beweisaussage und Amtsmissbrauch vorgeworfen wurde; so war unter anderem die Aussage einer Entlastungszeugin gar nicht protokolliert und entlastendes Beweismittel in einem Gendarmerieposten gelagert worden, statt es dem Gericht zu übersenden. Auch hatten sie vor Gericht die angebliche Tatwaffe präsentiert, einen umgebauten Signalstift, ohne jemals beweisen zu können, dass es sich dabei tatsächlich um die Tatwaffe handelte. Am 5. Jänner 2006 wurden die Ermittlungen jedoch wegen Verjährung eingestellt. Am 19. Mai forderte das Justizministerium von fünf Ex-Ermittlern jeweils 40.000 Euro Schadensersatz nach dem Amtshaftungsgesetz, um wenigstens einen Teil der an Heidegger gezahlten Haftentschädigung zu regressieren, worauf die Polizeigewerkschaft Salzburg mit einer Anzeige der übergeordneten Behörden wegen des Verdachts des Amtsmissbrauchs drohte.
Am 29. Jänner 2007 begann der Prozess gegen Neuwirth und Schöndorfer vor dem Schwurgericht Salzburg. Am 27. April wurde Schöndorfer wegen Mordes zu 10 Jahren und acht Monaten unbedingter Haft, Neuwirth wegen Beihilfe zum Raub zu sechs Monaten bedingter Haft verurteilt. Das geringe Strafmaß kam nur zustande, weil beide bei Begehung der Tat noch minderjährig waren und daher nach Jugendstrafrecht verurteilt wurden. Jedoch hatte Schöndorfer zur Zeit der Verurteilung noch zwei Bewährungen wegen Körperverletzungs- und Raubdelikten offen, was seine Freiheitsstrafe auf 12 Jahre und 15 Tage erhöhte. Sie hatten gestanden, am Tattag gegen 23.00 Uhr am Ferdinand-Hanusch-Platz in Salzburg in den Wagen von Deubler eingestiegen zu sein. Sie dirigierten Deubler zum Auschneidersee nach Wals, wo Schöndorfer schließlich Deubler erschoss. Mit Deublers Brieftasche und 3.000 Schilling Inhalt flüchteten sie zu Fuß. Da Schöndorfer in Berufung ging, kam es zu einer Berufungsverhandlung vor dem Oberlandesgericht Linz, wo seine Haftstrafe im Dezember 2007 um 15 Tage verkürzt wurde. Dieses Urteil wurde rechtskräftig.
Im Juli 2009 wurden schließlich auch die beiden Pakistani wegen Verleumdung und falscher Zeugenaussage angeklagt und vor Gericht gestellt. Sie wurden freigesprochen, da sie aussagten, sich geirrt zu haben und dies keinen Straftatbestand erfüllt. Anfang Dezember 2009 wurden schließlich auch die Untersuchungen und Schadensersatzforderungen gegen die Ex-Ermittler endgültig eingestellt, weil laut Gericht kein tatsächlicher Grund zur weiteren Verfolgung bestehe.

## Weiteres
Am 6. Juli 2009, auf den Tag genau 16 Jahre nach dem Mord an Deubler, wurde Peter Heidegger in einem Haus in Steyrermühl von fünf maskierten Männern überfallen und brutal zusammengeschlagen. Er wurde von einem Mitbewohner gefunden und in ein Krankenhaus eingeliefert. Der Hintergrund des Überfalls ist nicht geklärt.
Deublers Mutter wurde in einem Salzburger Mehrparteienhaus von ihrem neuen Nachbarn Gottfried Oberfrank, dem späteren Doppelmörder von Wals, jahrelang belästigt und beharrlich verfolgt. Ihrer Strafanzeige wegen Stalking vom 15. Juni 2020 folgte eine Einstellung durch die StA Salzburg (StA18ST174/20b). Auch nach weiteren erfolglosen Strafanzeigen durch den Ex-Arbeitgeber und das spätere Mordopfer durfte der Doppelmörder Waffen tragen.